# フリッツ・フォン・ベロウ

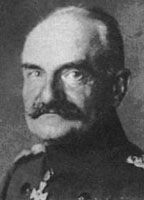
ベロウ

フリッツ・ヴィルヘルム・テオドール・カール・フォン・ベロウ（Fritz Wilhelm Theodor Carl von Below、1853年9月23日 - 1918年11月23日）は、ドイツ帝国の軍人。最終階級は陸軍大将。第一次世界大戦中のソンムの戦いのドイツ側司令官として知られる。

## 来歴
西プロイセンのダンツィヒに、古い貴族の家系であるベロウ家の一員として生まれる。父フェルディナントは陸軍少将、第一次世界大戦で活躍したオットー・フォン・ベロウ将軍は従弟にあたる。
20歳でプロイセン軍に入営し、1906年に大参謀本部で参謀次長にまで上り詰めた。1908年にベルリンの第1近衛師団長に転じる。1912年に歩兵大将に昇進し、ザールブリュッケンに司令部のある第XXI軍団司令官に任命された。
第一次世界大戦ではパウル・フォン・ヒンデンブルクの後任として東部戦線で第8軍司令官に就任し、1915年2月のマズール湖畔の戦いを指揮した。1915年4月に西部戦線に転属となり、カール・フォン・ビューロウの後任として第2軍の司令官に就任。1916年のソンムの戦いでは指揮下の3個師団で激しい防衛戦を戦った。同年7月に第1軍、のちに第9軍司令官に転じた。その功績により1916年8月に柏葉付プール・ル・メリット勲章を受章した。

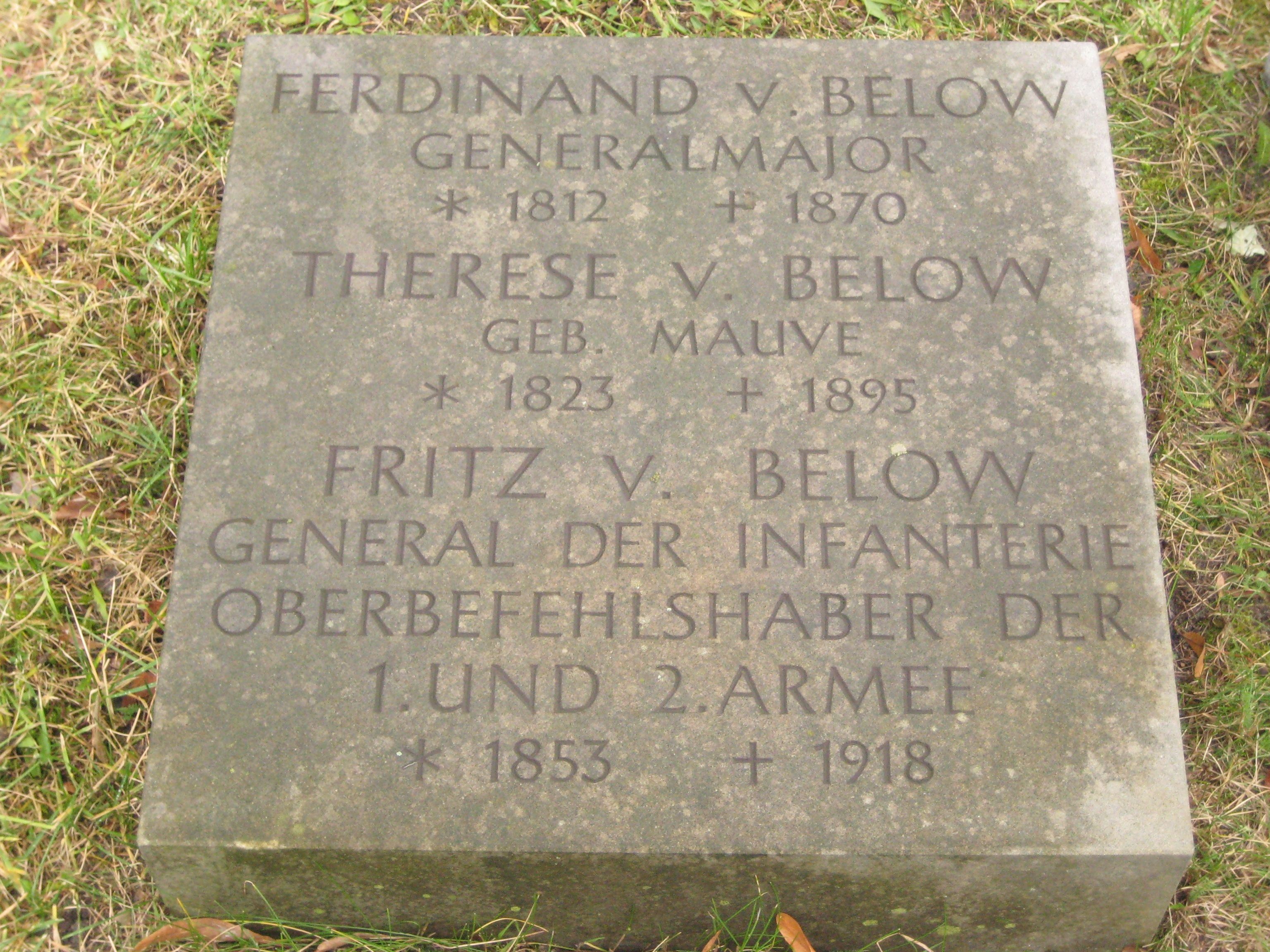
ベルリン軍人墓地にあるベロウと父母の墓

大戦中から既に体調を崩しており、1918年8月に退役の手続きを取っていたが、第一次世界大戦の停戦直後に肺炎のためヴァイマルで死去し、ベルリンの軍人墓地に葬られた。
1938年から第二次世界大戦の終結までザールブリュッケンにあったドイツ国防軍兵舎は「ベロウ兵舎」と呼ばれ、戦後はフランス軍が「ヴェルダン兵舎」と改名して使用した。1948年以降は新設のザールラント大学に使用され、3学部により使用されている。